# Bronzovníčkovití
Bronzovníčkovití (Heliozelidae) je čeleď slunomilných motýlů z nadčeledi Adeloidea (= Incurvarioidea). Tato relativně špatně známá skupina motýlů má celosvětové rozšíření, s největší druhovou bohatostí v Severní Americe a Austrálii; diverzita bronzovníčků v některých velkých regionech, jako je Indie, Jižní Amerika a Afrika, navíc zůstává jen špatně známá. Původ této čeledi je kladen zřejmě do australské oblasti a na základě studie z roku 2019 se předkové dnešních bronzovníčkovitých poprvé objevili na začátku svrchní křídy před přibližně 95 miliony lety.
Bronzovníčkovití jsou malí až velmi malí, někdy kovově zbarvení motýli, napříč celou čeledí podobní co do morfologie i chování. Rozpětí křídel činí u dospělců pouze 4–8 mm, přední křídla jsou široce kopinatá, zadní úzce kopinatá a třásnitá. Délka tykadel činí asi polovinu délky předního křídla. Pysková makadla jsou poměrně krátká, čelistní redukovaná, sosák bývá dobře vyvinut. Barevný vzor často tvoří skvrnky a proužky. Housenky bronzovníčků jsou beznohé, minují listové čepele a řapíky stromů i keřů. Kuklí se v detritu, kde kukly následně přezimují, ochranu jim přičemž poskytuje schránka z části listu.
Bronzovníčkovití bývají vysoce hostitelsky specifičtí. Housenky některých druhů svým minováním škodí komerčním plodinám, jako je vinná réva (Holocacista rivillei a Antispila oinophylla), brusnice nebo ořešáky (Coptodisca lucifluella). Na českém území bylo k roku 2018 objeveno celkem 8 druhů.